# Donna Murphy
Donna Murphy (New York, 7 marzo 1959) è un'attrice statunitense, attiva in campo cinematografico, televisivo e teatrale. È nota soprattutto per le sue interpretazioni di musical di Broadway, per cui ha vinto due Tony Award alla miglior attrice protagonista in un musical.

## Biografia
Donna, la più grande di sette figli, nacque a Corona, nel Queens da Jean Fink e Robert Murphy, un ingegnere aerospaziale. L'attrice ha origini irlandesi, francesi, tedesche e ceche. La sua famiglia si trasferì a Hauppauge, Long Island. Già all'età di tre anni, iniziò a seguire lezioni di dizione, visto che già da bambina cominciò a recitare in spettacoli a Hauppauge. Si trasferì poi a Topsfield, nel Massachusetts e si diplomò alla Masconomet Regional High School nel 1977.
La Murphy lasciò lo studio di recitazione alla New York University nel secondo anno di studio quando fu scelta per sostituire la corista nel musical di Broadway del 1979 Stanno Suonando La Nostra Canzone. Studiò anche al Lee Strasberg Theatre Institute. Apparve in molte produzioni Off Broadway, fra cui il musical Francis nel 1981 al teatro di York al St. Peter's, Il mistero di Edwin Drood nel 1985 al Delacorte Theatre, Birds of Paradise nel 1987 (Promenade Theatre), Privates on Parade nel 1989, nel musical Song of Singapore nel 1991, in quello di Michael John LaChiusa Hello Again al Lincoln Center Mitzi Newhouse Theatre nel 1993, Twelve Dreams al Mitzi Newhouse Theatre nel 1995, ed Helen al Public Theater/New York Shakespeare Festival nel 2002.
Lavorò poi nel musical La Commedia Umana nell'aprile del 1984. Nel 1994, recitò la parte di Fosca nel musical di Stephen Sondheim e James Lapine Passion, per il quale vinse il Tony Award come "Migliore Attrice in un Musical". Nel 1996, ottenne il ruolo di Anna Leonowens nel revival di The King and I accanto a Lou Diamond Philips. Per questo ruolo vinse un secondo Tony Award per Migliore Attrice in un Musical. Apparve come Ruth Sherwood in un revival di Wonderful Town dal 2003 al 2005, fu candidata per il Tony Award e vinse il Drama Desk Award per "Migliore Attrice in un Musical". Nel 2007 recitò in un allestimento semi-scenico di Follies e nel 2011, apparve in Lovemusik come Lotte Lenya, accanto a Michael Cerveris, ricevendo varie nomination. Nel 2017 e 2018 recita a Broadway nel musical Hello, Dolly!, in cui ha interpretato la protagonista una volta a settimana, alternandosi a Bette Midler.
Per quanto riguarda la carriera cinematografica uno dei ruoli più importanti per l'attrice furono sicuramente quello di Anij, oggetto d'amore del capitano Jean-Luc Picard, in Star Trek - L'insurrezione (1998), quello di Judy, la madre della tata (Scarlett Johansson) nel film Il diario di una tata e quello di Rosalie Octavius, in Spider-Man 2. Apparve anche nel film Il ritmo del successo nel ruolo di un'insegnante di danza nel 2000 e nel film di Darren Aronofsky del 2006 The Fountain - L'albero della vita nel ruolo di Betty. Nel 2010 dà la voce alla malvagia strega Madre Gothel nel film Disney Rapunzel - L'intreccio della torre. Fra le serie TV più importanti a cui l'attrice prese parte troviamo Destini dal 1989 al 1991 nel ruolo di Morgan Graves, Liberty! The American Revolution (come Abigail Adams) (1997), Murder One (1995–1996), Law & Order come Carla Tyrell (2000), Hack (2002–2003), Trust Me (2009) e The Gilded Age (2022-in corso).

### Vita privata
Donna Murphy è stata sposata con l'attore e cantante Shawn Elliott dal 1990 alla morte dell'uomo, avvenuta nel 2016. Oltre alle tre figlie del precedente matrimonio di Elliott, Ivy, Sophie e Justine, la coppia ha adottato una bambina del Guatemala, Darmia Hope, nel 2005.

## Filmografia parziale

### Attrice

#### Cinema
- Jade, regia di William Friedkin (1995)
- October 22: Una storia di ordinaria follia (October 22), regia di Richard Schenkman (1998)
- Star Trek - L'insurrezione (Star Trek: Insurrection), regia di Jonathan Frakes (1998)
- The Astronaut's Wife - La moglie dell'astronauta (The Astronaut's Wife), regia di Rand Ravich (1999)
- Il ritmo del successo (Center Stage), regia di Nicholas Hytner (2000)
- The Door in the Floor, regia di Tod Williams (2004)
- Spider-Man 2, regia di Sam Raimi (2004)
- The Edison Death Machine, regia di George Bonilla (2006)
- Ira & Abby, regia di Robert Cary (2006)
- World Trade Center, regia di Oliver Stone (2006)
- The Fountain - L'albero della vita (The Fountain), regia di Darren Aronofsky (2006)
- Il diario di una tata (The Nanny Diaries), regia di Shari Springer Berman e Robert Pulcini (2007)
- Sherman's Way, regia di Craig M. Saavedra (2008)
- Dark Horse, regia di Todd Solondz (2011)
- Higher Ground, regia di Vera Farmiga (2011)
- The Bourne Legacy, regia di Tony Gilroy (2012)

#### Televisione
- Tales from the Hollywood Hills: A Table at Ciro's, regia di Leon Ichaso – film TV (1987)
- Destini (Another World) – serie TV, 7 episodi (1991)
- Law & Order - I due volti della giustizia (Law & Order) – serie TV, episodi 3x12-8x01-10x12 (1993-2000)
- Murder One – serie TV, 6 episodi (1995-1996)
- Lifestories: Families in Crisis – serie TV, episodio 1x15 (1996)
- Nothing Sacred – serie TV, 1 episodio (1997)
- The Day Lincoln Was Shot, regia di John Gray – film TV (1998)
- The Practice - Professione avvocati (The Practice) – serie TV, 1 episodio (1998)
- Ally McBeal – serie TV, 1 episodio (1998)
- The Last Debate, regia di John Badham – film TV (2000)
- CSI - Scena del crimine (CSI: Crime Scene Investigation) – serie TV, 1 episodio (2005)
- Studio 60 on the Sunset Strip – serie TV, 1 episodio (2006)
- Law & Order: Criminal Intent – serie TV, 1 episodio (2007)
- Damages – serie TV, 1 episodio (2007)
- Law & Order - Unità vittime speciali (Law & Order: Special Victims Unit) – serie TV, 1 episodio (2008)
- Trust Me – serie TV, 5 episodi (2009)
- Ugly Betty – serie TV, 1 episodio (2010)
- Made in Jersey – serie TV, 7 episodi (2012)
- The Mentalist – serie TV, 1 episodio (2013)
- The Good Wife – serie TV, 1 episodio (2014)
- Royal Pains – serie TV, 1 episodio (2014)
- Resurrection – serie TV, 8 episodi (2014-2015)
- Hindsight – serie TV, 4 episodi (2015)
- Mercy Street – serie TV, 12 episodi (2016-2017)
- Quantico – serie TV, 1 episodio (2017)
- Doubt - L'arte del dubbio (Doubt) – serie TV, 2 episodi (2017)
- The Blacklist – serie TV, 1 episodio (2018)
- Power – serie TV, 5 episodi (2019-2020)
- Gossip Girl – serie TV, episodi 1x02-1x03-1x10 (2021)
- The Gilded Age – serie TV (2022-in corso)

### Doppiaggio
- Rapunzel - L'intreccio della torre (Tangled), regia di Nathan Greno e Byron Howard (2010) - voce
- Rapunzel - La serie (2017) - voce
- Kingdom Hearts III (2018) - voce

## Teatro
- They're Playing Our Song, libretto di Neil Simon, colonna sonora di Marvin Hamlisch, regia di Robert Moore. Imperial Theatre di Broadway (1979)
- Francis, libretto di Joseph Leonardo, colonna sonora di Steve Jankowski, regia di Frank Martin. St Peter's Church di New York (1981)
- The Human Comedy, libretto di William Dubaresq, colonna sonora di Galt MacDermot, regia di Wilford Leach. Public Theatre di New York (1983)
- A... My Name is Alice di Julianne Boyd e Joan Micklin Silver. American Place Theatre di New York (1984)
- La piccola bottega degli orrori, libretto e regia di Howard Ashman, colonna sonora di Alan Menken. Orpheum Theatre di New York (1984)
- The Human Comedy, libretto di William Dubaresq, colonna sonora di Galt MacDermot, regia di Wilford Leach. Royale Theatre di Broadway (1984)
- The Mystery of Edwin Drood, libretto e colonna sonora di Rupert Holmes, regia di Wilford Leach. Public Theatre di New York e Imperial Theatre di Broadway (1985-1986)
- Birds of Paradise, libretto di Winnie Holzman, colonna sonora di David Evans, regia di Arthur Laurents. Promenade Theatre di New York (1987)
- Dangerous Music, libretto e regia di Tom Eyen, colonna sonora di Henry Krieger. Burt Reynolds Dinner Theatre di Jupiter (1988).
- Song of Singapore di Allan Kats ed Erik Frandsen, regia di A. J. Antoon. Irving Plaza di New York (1991)
- Oliver!, libretto e colonna sonora di Lionel Bart, regia di Rob Marshall. Benedum Center for the Performing Arts di Pittsburgh (1992)
- Pal Joey, libretto di John O'Hara, versi di Lorenz Hart, colonna sonora di Richard Rodgers, regia di David Warren. Huntington Theatre di Boston (1992)
- Oliver!, libretto e colonna sonora di Lionel Bart, regia di Jack Allison. Kansas City Starlight Theatre di Kansas City (1993)
- Hello Again, libretto e colonna sonora di Michael John LaChiusa, regia di Graciela Danielle. Lincoln Center di New York (1994)
- Passion, libretto e regia di James Lapine, colonna sonora di Stephen Sondheim. Plymouth Theatre di Broadway (1994)
- The King and I, libretto di Oscar Hammerstein II, colonna sonora di Richard Rodgers, regia di Christopher Renshaw. Neil Simon Theatre (1996)
- Wonderful Town, libretto di Joseph Fields, Jerome Chodorov, parole di Betty Comden ed Adolph Green, colonna sonora di Leonard Bernstein. City Center Encores di New York (2000)
- Wonderful Town, libretto di Joseph Fields, Jerome Chodorov, parole di Betty Comden ed Adolph Green, colonna sonora di Leonard Bernstein. Al Hirschfeld Theatre di Broadway (2003)
- Follies, libretto di James Goldman, colonna sonora di Stephen Sondheim, regia di Casey Nicholaw. City Center Encores! di New York (2007)
- LoveMusik, libretto di Alfred Uhry, colonna sonora di Kurt Weill. Biltmore Theatre di Broadway (2007)
- Anyone Can Whistle, libretto di Arthur Laurents, colonna sonora di Stephen Sondheim, regia di Casey Nicholaw. City Center Encores! di New York (2010)
- The People in the Picture, libretto di Iris Rainer Dart, colonna sonora di Mike Stoller e Artie Butler, regia di Leonard Foglia. Studio 54 di Broadway (2011)
- Into the Woods, libretto e regia di James Lapine, colonna sonora di Stephen Sondheim. Delacorte Theater di New York (2012)
- Hello, Dolly!, libretto di Michael Stewart, colonna sonora di Jerry Herman, regia di Jerry Zaks. Shubert Theatre di Broadway (2017-2018)
- Dear World, libretto di Jerome Lawrence e Robert E. Lee, colonna sonora di Jerry Herman, regia di Joshua Rhodes. New York City Center di New York (2023)

## Discografia

### Cast recording
- 1994: Hello Again
- 1995: Passion.
- 1996: The King and I
- 2003: Wonderful Town
- 2007: LoveMusik
- 2011: The People in the Picture

## Riconoscimenti
- Tony Awards
  - 1994 – Miglior attrice protagonista in un musical per Passion
  - 1996 – Miglior attrice protagonista in un musical per The King and I
  - 2004 – Candidatura Miglior attrice protagonista in un musical per Wonderful Town
  - 2007 – Candidatura Miglior attrice protagonista in un musical per LoveMusik
  - 2011 – Candidatura Miglior attrice protagonista in un musical per The People in the Picture
- Drama Desk Award
  - 1992 – Candidatura Miglior attrice protagonista in un musical per Song of Singapore
  - 1993 – Candidatura Miglior attrice protagonista in un musical per Hello Again
  - 1994 – Miglior attrice protagonista in un musical per Passion
  - 1996 – Candidatura Miglior attrice protagonista in un musical per The King and I
  - 2004 – Miglior attrice protagonista in un musical per Wonderful Town
  - 2007 – Miglior attrice protagonista in un musical per LoveMusik
  - 2011 – Candidatura Miglior attrice protagonista in un musical per The People in the Picture
  - 2013 – Candidatura Miglior attrice protagonista in un musical per Into the Woods
- Drama League Award
  - 1996 – Candidatura Miglior performance per The King and I
  - 2004 – Candidatura Miglior performance per Wonderful Town
  - 2007 – Candidatura Miglior performance per LoveMusik
  - 2011 – Candidatura Miglior performance per The People in the Picture
- Outer Critics Circle Award
  - 1992 – Candidatura Miglior attrice protagonista in un musical per Song of Singapore
  - 2004 – Miglior attrice protagonista in un musical per Wonderful Town
  - 2007 – Miglior attrice protagonista in un musical per LoveMusik
  - 2011 – Candidatura Miglior attrice protagonista in un musical per The People in the Picture
- Daytime Emmy Award
  - 1997 – Miglior performance in uno speciale per bambini per Lifestories: Families in Crisis

## Doppiatrici italiane
Nelle versioni in italiano delle opere in cui ha recitato, Donna Murphy è stata doppiata da:
- Antonella Giannini in The Bourne Legacy, The Last Debate, Power, The Gilded Age
- Aurora Cancian in Inventing Anna
- Cristina Boraschi in World Trade Center
- Cristina Noci in Il diario di una tata
- Pinella Dragani in Star Trek - L'insurrezione
- Serena Verdirosi in Spider-Man 2
- Barbara Castracane in Quantico

Come doppiatrice è sostituita da:
- Giò Giò Rapattoni in Rapunzel - L'intreccio della torre
- Roberta Paladini in Rapunzel - La serie